# Orquesta Sinfónica de la Radio de Baviera
La Orquesta Sinfónica de la Radio de Baviera (en alemán: Symphonieorchester des Bayerischen Rundfunks) de Múnich fue fundada con su nombre actual por Eugen Jochum en 1949, quien fue su director principal hasta 1960. Actualmente la orquesta ha quedado sin director titular tras el fallecimiento de Mariss Jansons, quien había sido contratado para este puesto hasta 2018.

## Características
Está considerada como una de las mejores orquestas del mundo y la mejor orquesta de radio en el mundo, la Bayerischer Rundfunk. En 2006 el conjunto recibió el Grammy por Mejor Interpretación Orquestal. La orquesta produce bajo su propia marca discográfica: BR-Klassik.
Entre los directores que han colaborado frecuentemente con la orquesta pueden citarse: Leonard Bernstein, Clemens Krauss, Erich Kleiber, Carlos Kleiber, Charles Münch, Ferenc Fricsay, Otto Klemperer, Karl Böhm, Günter Wand, Georg Solti, Carlo Maria Giulini, Kurt Sanderling y Wolfgang Sawallisch. En años recientes Riccardo Muti, Esa-Pekka Salonen, Franz Welser-Möst y Daniel Harding.
Sus sedes principales de conciertos son la Herkulessaal en la Residencia de Múnich y la Philharmonie am Gasteig.

## Historia

### Fundación en 1924
La Orquesta Sinfónica de la Radio de Baviera, creada oficialmente en 1949, no salió de ninguna manera de la nada. Sus predecesoras eran varias orquestas y grupos musicales de la estación de radio de Múnich cuyos orígenes se remontan al año 1922. En los primeros días de la radiodifusión, solo había limitadas opciones de grabación y reproducción. Los conciertos fueron, por tanto, por lo general transmitidos en vivo. La Radiodifusión de Baviera, fundada en 1924 bajo el nombre de "hora alemana de Baviera", por lo que tomó varias orquestas para satisfacer la demanda. De ellas la "Gran Orquesta de la Radio de Babiera", es la más parecida a la orquesta posterior y su primer concierto sinfónico fue transmitido en agosto de 1924. Además, la emisora estableció en esos años más conjuntos como el Coro de la Radio, una orquesta de baile y un trío. En 1930 vino la "Pequeña Orquesta de la Radio", una especie de precursora de la actual Orquesta de la Radio de Múnich.

### Orquesta de Reichssender 1933
La emisora fue convertida en 1931 en la "Bayerischer Rundfunk GmbH" y en 1933 en la "Reichssender Múnich". Al igual que todas las demás instituciones culturales se la apropiaron los nazis y la "Orquesta de Reichssender Múnich" estuvo a su servicio. Se dio preferencia a obras de compositores como Werner Egk, Carl Orff, Hans Pfitzner, Josef Suder y Richard Strauss. 

### Nuevo comienzo en 1945
Después de la capitulación, lo que quedó de la orquesta después de las depuraciones se dedicó principalmente a la música popular estaba, bajo la dirección de Werner Schmidt-Boelcke, cuyas prioridades eran la opereta y música de entretenimiento ligero. 
En enero de 1946, la emisora contrató a Kurt Graunke como conductor interino.
En 1949, una vez reconstituida la Bayerischer Rundfunk nombró director fundador de su nueva Orquesta Sinfónica de la Radio de Baviera a Eugen Jochum, que había presentado una propuesta a la emisora. Para construir la orquesta, Jochum reclutó músicos altamente cualificados, incluyendo al Cuarteto Koeckert como el núcleo de las cuerdas. 

### La era Eugen Jochum
La fecha oficial de fundación de la Orquesta Sinfónica de la Radio de Baviera es el 1 de julio de 1949. En ese día, Eugen Jochum entró en su posición como director principal de la orquesta. Pero desde 1946 Jochum y la orquesta de "Radio München" llevan a cabo diversas actuaciones, junto con el coro, interpretando entre otras obras de Bach, Monteverdi, y Misas y el Te Deum de Bruckner. 
Según el contrato fundacional de la Orquesta Sinfónica de la Radio de Baviera de 1949, Jochum asume atribuciones excepcionales. Dice:
"Tiene la autoridad para tomar las medidas que considere necesarias para la expansión y la formación de la orquesta. Las obligaciones del director permanente, directores invitados y músicos de esta orquesta serán hechas exclusivamente por el profesor Jochum de acuerdo con el director."
Jochum utilizó este margen de maniobra, y construyó una orquesta de acuerdo a sus propias ideas. Se interesó en la contratación de los mejores músicos de todo el mundo, los miembros del Cuarteto Koeckert ocuparon los primeros atriles de la orquesta recién formada. Jochum anunció en mayo de 1949 la división de la orquesta, en la A-orquesta que tocaría la llamada "música seria", y la B-orquesta, que fue responsable de la música ligera. 
Desde el principio, Jochum hizo hincapié en que la orquesta se pudiera oír no solo en la radiodifusión, sino también en conciertos públicos. A través de sus giras al extranjero fundó la alta reputación en el mundo de la orquesta. Musicalmente brillante Eugen Jochum alcanzaba cotas muy altas con sus interpretaciones de las sinfonías de Anton Bruckner y las obras de la "Wiener Klassik". Una preocupación importante para él era el cuidado de la música sagrada y también de la música contemporánea.
Desde 1945 iniciadas por Karl Amadeus Hartmann, importantes actuaciones de obras contemporáneas se llevaron a cabo. La mayoría con los propios compositores en el podio, incluyendo a Igor Stravinsky, Darius Milhaud, Paul Hindemith, y Pierre Boulez.
Así que hubo tres elementos esenciales que fueron decisivos para el desarrollo y la exitosa carrera de la Orquesta Sinfónica de la Radio de Baviera: por un lado, un núcleo de músicos profesionales que habían tocado en el conjunto anterior de la emisora de radio. En segundo lugar, con Eugen Jochum director de orquesta y director de música con una alta reputación internacional, que sabía cómo llevar los mejores músicos a la orquesta, e inspirarlos. Y en tercer lugar las dotes técnicas y equipos de última generación de la Radio de Baviera recientemente establecida y desde el principio bien equipada con todo lo necesario.

### La era Rafael Kubelík
Después de Eugen Jochum llegó Rafael Kubelík el más longevo de todos los directores al frente de la Orquesta Sinfónica de la Radio de Baviera. Kubelík, nacido el 29 de junio de 1914 en Býchory en Kolín, cerca de Praga, dirigió la orquesta durante 18 años y se mantuvo conectado a ella como director invitado hasta 1985. Kubelík trajo una gran experiencia internacional a Múnich. En 1946 había fundado el festival "Primavera de Praga". Festival, que se abrió con la obra de Smetana "Mi Patria". Desde entonces, la "Primavera de Praga" abre todos los años con esta obra. Antes de llegar a Múnich, Kubelík formó sus méritos entre otras, con la Orquesta del Concertgebouw de Ámsterdam, la Orquesta Sinfónica de Chicago y hasta 1958 fue director musical de la Royal Opera House Covent Garden de Londres. 
Se caracterizó la era Kubelík por actuaciones que se han celebrado de manera exuberante en los medios de comunicación. "Pura suerte con Kubelík" tituló Joachim Kaiser el 14 de noviembre de 1966 en el Süddeutsche Zeitung después de un concierto de Beethoven con la Cuarta Sinfonía, el concierto para violín de Robert Schumann y la Octava sinfonía de Antonin Dvorak. En su crítica Joachim Kaiser escribió: "Si Rafael Kubelík tiene una buena tarde, cuando interpreta obras que son queridas para él, entonces no hay hoy en día en todo el mundo nada igual." Una alta prioridad fue concedida por Kubelík a las obras de compositores eslavos como Smetana, Janacek y Dvorak. También interpretó obras de compositores del siglo XX, como Karl Amadeus Hartmann. Bajo Kubelík la Orquesta Sinfónica de la Radio de Baviera fue la primera orquesta alemana en programar un ciclo de las sinfonías de Gustav Mahler que habían caído en el ostracismo en el periodo nazi. Además Kubelík amplio el repertorio desde Bach y Mozart, Beethoven, Schubert, Wagner y Brahms a Reger, Pfitzner, Bartók, Debussy y Schoenberg.
En su calidad de jefe de personal del departamento probablemente más fuerte en la Bayerischer Rundfunk, Kubelík no dudó en intervenir en la política de radiodifusión. Cuando en 1972 el Parlamento de Baviera propuso una nueva Ley de Radiodifusión Bávara, que proporcionaba una mayor intervención del Estado en el servicio público de radiodifusión, Kubelík protestó. Amenazó con no renovar su contrato si la ley se hacía realidad. La Ley se modificó y se mantuvo a Kubelík como director principal.
Su ciclo completo de las sinfonías de Mahler, grabado entre 1967 y 1971 con la Orquesta de la Radio de Baviera, se considera uno de los esenciales de la discografía mahleriana. De su Mahler, Daniel Barenboim ha remarcado, "a menudo pensaba que me faltaba algo en Mahler hasta que escuché a Kubelík. Hay mucho más a descubrir en sus obras que una forma general de emoción extrovertida. Eso es lo que Kubelík me mostró." En las versiones tardías de algunas de las sinfonías grabadas en directo con su orquesta en los primeros 80 se puede apreciar esa interpretación equilibrada y trascendente de las partituras. 
Sus grabaciones en vivo, rescatadas por el sello alemán Audite bajo el nombre de edición Kubelik, han sido acogidas con entusiasmo por la crítica especializada de varios países y lo confirman como uno de los mayores directores del siglo XX. Dentro de estas grabaciones en vivo, el ciclo mahleriano inédito dirigido por Kubelik, siempre al frente de la Sinfónica de la Radiodifusión Bávara, es casi integral: solo falta la cuarta sinfonía. La colección incluye La canción de la tierra, con Janet Baker y Waldemar Kmentt, fechada en 1970 y, como grabación más moderna, la Segunda sinfonía, Resurrección, con Edith Mathis y Brigitte Fassbaender como solistas, de 1982. La calidad sonora de los documentos es notable, con un silencio acorde a la grandeza de las interpretaciones. Kubelik dirigió la música de Mahler desde una óptica abiertamente romántica, intuitiva y cálida, sin violencias dramáticas y expresionistas.
Junto al legado mahleriano, la edición Kubelik rescata versiones en vivo de cuatro conciertos de Mozart (números 21, 23, 24 y 27) y dos de Beethoven (números 4 y 5) con Clifford Curzon como solista. Otro documento de interés es el programa Chaikovski que reúne la Sinfonía número 4 y una excelente versión del Concierto para violín con un joven Pinchas Zukerman en su debut europeo (1969).

### Kirill Kondrashin
Cuando Rafael Kubelík en 1979, por razones de salud, se retiró de la primera línea de la orquesta sinfónica, la orquesta favoreció la contratación como sucesor de Kirill Kondrashin. Kondrashin sobresalió con la orquesta en la Sinfonía N.º 13 de Shostakovich, 18 años después de su estreno en Moscú. Kondrashin también supuso la continuación de la tradición Mahler desarrollada por Jochum y Kubelik. Con Kondrashin la Orquesta Sinfónica de Bayerische Rundfunk quería que su posición fuera fortalecida en la televisión bávara. Pero los planes se desvanecieron cuando Kirill Kondrashin murió antes de tomar posesión el 7 de marzo de 1981 de un ataque al corazón.

### La era Colin Davis
Se necesitaron cuatro años para que la Bayerische Rundfunk cerrara la brecha que había surgido tras la renuncia oficial de Kubelik y la muerte súbita de Kondrashin. El candidato preferido de la orquesta, Sir Colin Davis, comenzó en el otoño de 1983 su servicio como director principal de la Orquesta Sinfónica de la Radio de Baviera. Anteriormente, en enero de 1983, convenció a los muniqueses con una representación de la monumental ópera oratorio Edipo Rey de Igor Stravinsky. El Süddeutsche Zeitung escribió el 29 de enero de 1983, "Fue uno de esos conciertos excepcionales que ponen la mente y el intelecto en movimiento." 
Davis comenzó su etapa con la "Misa Solemnis" de Beethoven, en el inicio oficial de sus actividades como director principal de la orquesta. Joachim Kaiser expresó en el Süddeutsche su entusiasmo de esta forma: "no me acuerdo - a pesar de Karajan, Bernstein, Heger, Klemperer, y muchos otros - de una Missa Solemnis más convincente."
Programó principalmente los "Wiener Klassik" y la música de compositores ingleses, especialmente Edward Elgar, Michael Tippett y Ralph Vaughan Williams, sobre todo en los primeros años en Múnich. También presentó obras de Berlioz y Sibelius que no eran bien conocidas en ese momento en Europa. Con extensas giras por los EE. UU. y Japón, la orquesta sinfónica con Colin Davis reforzó su renombre internacional.  Después de nueve años al frente de la orquesta Colin Davis se despidió en mayo de 1992, de nuevo con una aclamada de "Missa Solemnis" de Beethoven poniendo el acento final de su trabajo como director principal de BRSO.

### La era Lorin Maazel
Lorin Maazel, que ya dirigía la orquesta regularmente desde 1990, se hizo cargo en 1993 a la edad de 63 años, del puesto de director principal. Sin embargo había estado mucho tiempo en estrecho contacto con la orquesta. La primera vez que se dirigió la Orquesta Sinfónica de la Radio de Baviera fue en 1957, con casi 27 años. Lorin Maazel dirigió su primera orquesta en público en 1938 y apareció como niño prodigio. En 1940, dirigió la Filarmónica de Nueva York. Antes de su participación en el Bayerischer Rundfunk Maazel fue director de la Opera de Viena, director musical de la Orquesta Sinfónica de Pittsburgh.
Como director titular de BRSO Lorin Maazel concedió gran importancia a la más alta precisión técnica y como la BR formuló en su página web, "por lo que la orquesta está preparada para un nuevo nivel de perfección musical y brillantez". Con grandes ciclos de compositor Maazel estableció los acentos programáticos de la vida musical de Múnich. Particularmente bien recibidas fueron sus interpretaciones de obras sinfónicas de Beethoven (1995 y 2000), Brahms (1998), Strauss (1998) Bruckner (1999) y Schubert (2001). Su compromiso como director principal de la Orquesta Sinfónica de la Radio de Baviera lo terminó Maazel en 2002 con un ciclo de Mahler, un compositor especialidad tanto de la orquesta como del director. Pese a ello los resultados fueron inferiores a los del ciclo anteriormente grabado por el director con la Filarmónica de Viena, que es uno de los de referencia discográfica.

### La era Mariss Jansons
Desde 2003, Mariss Jansons es el director Titular de la Orquesta Sinfónica y el Coro de la Radio de Baviera. Nacido en 1943 en Riga, Letonia y criado en la Unión Soviética, hijo del director de Arvīds Jansons estudió violín, viola y piano. Su formación se realiza en el Conservatorio de Leningrado, donde trabajó como asistente del legendario Yevgueni Mravinski, y se graduó con honores. Luego completó su formación en Viena con Hans Swarowsky y en Salzburgo con Herbert von Karajan. A continuación ejerció como director titular en Oslo y Pittsburgh. De 2004 a 2016 Jansons también ha servido como director principal de la Orquesta Real del Concertgebouw de Ámsterdam. Entre los diferentes perfiles de sonido de la orquesta dice Jansons:
"Como punto de partida se puede decir que tal vez los bávaros tienen un sonido alemán - lleno y oscuro. El sonido de Ámsterdam es tal vez más sofisticado y transparente, tiene un color más fino. Pero cuando trabajo en Múnich las sutilezas, la orquesta las consigue. Y si trabajo en Ámsterdam la emocionalidad, la espontaneidad y el temperamento, también lo consiguen. " Y "La Orquesta Sinfónica de la Radio de Baviera no sólo es brillante, sino que no tiene puntos débiles. Los músicos son increíblemente entusiastas y espontáneos, cada concierto se toca como si fuera el último. Lo dan todo, más del 100 por 100. Para mí, como director de orquesta, es como conducir un Rolls-Royce. Esta orquesta lo hace todo. "
Como director titular Mariss Jansons ha actuado con la Orquesta Sinfónica de la Radio de Baviera en numerosos conciertos en Baviera y en el extranjero con gran éxito. Así durante su primera gira conjunta por Japón y China la prensa japonesa dijo que eran los "mejores conciertos de la temporada".
Otros hitos de la cooperación Jansons con la orquesta de la Radio de Baviera son las interpretaciones de los Réquiem de Verdi, Mozart y Dvorak se; de la Sinfonía de los Salmos de Stravinsky, el Stabat Mater de Poulenc y los Salmos de Chichester de Leonard Bernstein Chichester. En 2008, en conmemoración de su maestro Karajan, Jansons presentó el Réquiem Alemán de Johannes Brahms, una de las obras favoritas de Karajan, que fue celebrado por la prensa como evento de sonido excepcional.
En 2015 se amplió el contrato Jansons con la Radio de Baviera como director principal de la orquesta hasta el año 2021. Desde entonces Jansons amplifica el repertorio hacia obras menos aclamadas de impresionistas franceses y la música contemporánea.
Desde que asumió el cargo de Director Titular de la Orquesta Sinfónica de la BR en 2003, Jansons está implicado en la construcción de una nueva sala de conciertos con una sede separada para su orquesta. Negoció con tres primeros ministros y varios ministros de cultura, a menudo se ha desanimado y decepcionado, pero no se rindió. En 2016, el gobierno de Baviera decidió construir una sala de conciertos en el este de Múnich, en el llamado distrito de los negocios,

## Directores principales
- Simon Rattle (2023)[3]
- Mariss Jansons (2003–2019)
- Lorin Maazel (1993–2002)
- Colin Davis (1983–1992)
- Rafael Kubelík (1961–1979)
- Eugen Jochum (1949–1960)

## Estrenos absolutos (selección)
- Hans-Jürgen von Bose: Sinfonía núm. 1 (1978)
- Gottfried von Einem: Tanz-Rondo (1959)
- Cristóbal Halffter: Concierto para piano (1988)
- Karl Amadeus Hartmann: Sinfonías núm. 3 y 4 (ambas 1948); Sinfonía núm. 6 (1953)
- Wilhelm Killmayer: Cuatro poemas sinfónicos (1981)
- Ernst Krenek: Der Zauberspiegel (1967)
- Carl Orff: De temporum fine comoedia (versión nueva, 1980)
- Arvo Pärt: Pasión según San Juan (1982)
- Iannis Xenakis: Pièce 000 (1980)
- Yun I-sang: Concierto para clarinete y orquesta (1982)
- Anders Eliasson: Sinfonía núm. 4 (Christoph Poppen ) (2007)
- Carlos Veerhoff: Concierto para piano y orquesta núm. 3 (Gerhard Oppitz) (2009)